# Moritz Jursitzky
Moritz Jursitzky (* 27. Jänner 1861 in Engelsberg; † 28. August 1936 in Wien) war ein altösterreichischer Volksschriftsteller.

## Leben
Moritz Jursitzky stammte aus einer Engelsberger Arbeiterfamilie, sein Vater war Webermeister.
Er war ursprünglich selbst Arbeiter, konnte jedoch später von seinen Werken leben, unter anderem auch weil er von der deutschen Schillerstiftung ab 1909 gefördert wurde. Im Jahre 1936 ist er in Wien gestorben.

## Werke

### Romane
- Die Förster-Zilli. Künstlerroman aus der Vorkriegszeit
- Um Recht und Ehre
- Auf steiler Dornenbahn
- Serenissimus als Bürger
- Das hungernde Wien
- Der Parnass

### Drama
- Hoch'naus! Posse in schlesischer Mundart